# تشارلز بلكينغتون
تشارلز بلكينغتون (13 ديسمبر 1876 - 8 يناير 1950) (بالإنجليزية: Charles Pilkington)‏ هو لاعب كريكت بريطاني.

## وصلات خارجية
- تشارلز بلكينغتون على موقع إي آس بي آن كريك إنفو (الإنجليزية)